# Zmajevac, Kroatien
Zmajevac (ungerska: Vörösmart) är en ort i Kroatien. Den är belägen i länet Baranja, i den östra delen av landet, 220 km öster om huvudstaden Zagreb. Zmajevac ligger 106 meter över havet och antalet invånare är 979.
Terrängen runt Zmajevac är platt. Runt Zmajevac är det ganska tätbefolkat, med 104 invånare per kvadratkilometer. Närmaste större samhälle är Beli Manastir, 15,6 km väster om Zmajevac. Trakten runt Zmajevac består till största delen av jordbruksmark.
Inlandsklimat råder i trakten. Årsmedeltemperaturen i trakten är 11 °C. Den varmaste månaden är juli, då medeltemperaturen är 22 °C, och den kallaste är januari, med −3 °C. Genomsnittlig årsnederbörd är 934 millimeter. Den regnigaste månaden är maj, med i genomsnitt 148 mm nederbörd, och den torraste är november, med 52 mm nederbörd.